# Colombiatrupial
Colombiatrupial (Macroagelaius subalaris) är en starkt utrotningshotad fågel i familjen trupialer. Den är som namnet antyder endemisk för Colombia.

## Utseende och läte
Colombiatrupialen är en 30 cm lång, helsvart och långstjärtad medlem av familjen. Fjäderdräkten är matt blåsvart med kastanjefärgat vingfoder och likfärgade axillarer. Näbben är svart och konformad. Lätena är högst varierade, med olika sorters skrin, visslingar och andra ljud, som ett ringande "tirititiuu, tirititiuu, tirititiuu".

## Utbredning och systematik
Fågeln förekommer lokalt i östra Anderna i nordöstra Colombia. Den behandlas som monotypisk, det vill säga att den inte delas in i några underarter.

## Status
Colombiatrupialen har ett mycket litet utbredningsområde. Den tros vara beroende av ekskogar som är kraftigt fragmenterade och minskar i både omfång och kvalitet. IUCN kategoriserar arten som starkt hotad. Beståndet uppskattas till endast mellan 600 och 1700 vuxna individer.